# Аристип
Аристип Киренски или Аристип Старији ( стгрч. ΑριστιπποςΑριστιππος) (око 435. - око 355. п. н. е.) - старогрчки филозоф из Кирене у Северној Африци, оснивач Кирене, и хедонистичке школе, ученик и пријатељ Сократа.
Познато је да се Аристип појавио у Атини млад, привучен славом Сократа (Диог. Лаерт. II 65), и могао је да постане његов ученик. Плутарх пише о томе како је Аристип одлучио да учи: стигавши на Олимпијске игре (верује се да су 91.), упознао је извесног Исомахуса, који је Аристипа толико задивио својим причама о Сократу да га је натерао да оде у Атину да види филозофа. Ако узмемо у обзир познати датум Сократове смрти (399. п. н. е.), испада да је Аристип са њим учио отприлике 10 година на самом почетку 4. века. пре нове ере.
Први од Сократових ученика почео је да узима новац за обуку и чак је покушао да пошаље део новца  свом учитељу, али је Сократ одбио да то прихвати, позивајући се на свог даимона. Међу Сократовим ученицима уживао је лошу репутацију, укључујући и покорност према сиракузском тиранину Дионисију (Диоген га је због тога назвао „краљевским псом“), љубав према луксузу и комуникацији са хетерима.
Аристип очигледно није заслужио такав надимак: иако је волео луксуз, увек се лако растајао са новцем и никада никоме није служио. Филозоф је на своје спонзоре гледао као на учеснике своје игре: све је на свету сујета и привид, зашто не играти тако? На крају су му добровољно дали новац, не за нешто конкретно, већ једноставно зато што је био свој. И овај приступ је јасно показао да човек не само да одређује свој живот, већ то чини успешније што се више разуме у филозофију.
Међу његовим ученицима била је и његова ћерка Арета.
Подаци о тачном месту и датуму Аристипове смрти нису сачувани. Вероватно је преминуо у Кирени, где је имао породицу и редовне ученике. Постоји верзија која није суштински другачија: у „Писмима Сократа” се помиње да се филозоф тешко разболео на путу за Кирену из Сиракузе, док је био на острву Липари. Можда није стигао до Кирене и тамо је умро.

## Аристип и софистика
Неки су тврдили да је Аристип у ствари био софиста и да су киренаичку доктрину развили његови ученици. Тако Аристотел у „Метафизици” директно класификује Аристипа као софисту (Арист. Мет. 3 2.996а37).
Међутим, како је показао историчар филозофије К. Доринг, извори који су преживели до данас указују на то: Аристип је био тај који је основао школу и, сходно томе, развио учење, које су ученици потом само развијали. Заиста, филозофија киренаика се суштински разликује од погледа софиста.
Највероватније, Аристип је студирао не само са Сократом, већ и са једним од софиста. У овом случају је све објашњено: како пише Диоген Лаертије, према сведочењу Фенија из Ереса, „бављен софистиком“ (σοφιστευσας) (Диог. Лаерт. 2 8), узимао је плаћање од слушалаца – у целости у складу са традицијама софиста. Сасвим је могуће да је касније, чак и пре него што је организовао своју школу, и сам предавао софистику. Аристип никада није патио од скромности и аскетизма.
Аристип је у улози професионалног плаћеног учитеља филозофије – што су и радили софисти – стигао у Сиракузу на Дионисијев двор. Тренутно се тачно не зна да ли је затекао старијег Дионисија, млађег, или је философирао за време владавине обојице.

## Односи са Сократовим ученицима
Многи историчари верују да Сократови ученици нису волели Аристипа, али никакви конкретни подаци о томе нису сачувани. Вероватно се негативан став заиста догодио као последица одбијања плаћања за филозофију, чега се Аристип није стидео. Поред тога, Платон у дијалогу „Федон” извештава да Аристип није дошао до Сократове смрти, иако је у то време био недалеко од Атине, на острву. Егина (Плат. Пхаед. 59ц).
Сам Платон то сасвим неутрално извештава, али су касније многи, почев од Диогена Лаертија (Диог. Лаерт. 3 36), осудили филозофа: могао је доћи до смрти учитеља. Овде је вредно узети у обзир да Аристип дефинитивно не би добио задовољство од овога, и да се целог живота односио према Сократу са великим поштовањем.

## Ставови других филозофа и писаца према Аристипу
Филозофи и други аутори често се нису слагали са Аристипом и осуђивали су његов начин живота. Његово учење о задовољству било је у супротности са мишљењем филозофа да је врлина нешто узвишено, а не „основа“. Аристипа су критиковали Теодор у својој расправи „О школама“, Платон у „Федону“ и други. По тадашњој књижевној традицији, полемика се могла одвијати посредно, без помињања имена. На пример, Платонова критика одговарајућих идеја о задовољствима у Филебу и Протагорин скептицизам у Теетету тумачи се као дописна полемика са Аристипом.
Међутим, већина Аристипових критичара није расправљала о његовој филозофији, већ је осуђивала његову жељу за луксузом и оптуживала га за непринципијелност и конформизам. На пример, Тимон из Филије, у сатиричној збирци „Сила“, приписује сладострасност Аритипу као главној карактерној особини и комичару из 4. века пре нове ере. Алексид описује философа као озлоглашеног весељака.
Сачувана су многа мишљења о Аристипу и описи његових поступака. Међутим, проблем је у томе што аутори свих ових текстова нису себи поставили задатак тачног историјски тачног описа биографије филозофа. Покушали су да створе светлу, визуелну слику оснивача школе, рекло би се, идеализовану. Дакле, ова сведочанства одражавају Аристипову филозофију и показују карактер који му је својствен, али се није нужно десио у стварности. Најбројнији податак садржи Диоген Лаертије.
Највише података о Платоновом непријатељству према Аристипу садржано је управо у таквим причама доксографа. Заузврат, Аристип је замерио Платону што је непоштено изнео Сократове идеје и чак му приписивао идеје сопственог изума: „Наш пријатељ не би рекао ништа слично“ (Арист. Рхет. 3 23. 1398б).
Подаци о Антистеновом непријатељству према Аристипу доступни су само у „Писмима Сократа“, која се (осим два) сматрају непоузданим. Преписка између Аристофана и Аристипа преузета је са папируса из 3. века, међутим, судећи по стилу и другим карактеристикама, текстови су писани раније од 1. века. Међутим, упркос сумњивости, ова писма одражавају управо уопштено мишљење у погледу тврдњи филозофа према Аристипу и његовог става по овом питању.
Ксенофонт није толико волео Аристипа (Диог. Лаерт. 2 65) да је у своје „Мемоаре о Сократу” укључио дијалог који је измислио, у којем брани умереност и осуђује „неумереност” Аристипа у име Сократа (Ксен. Мем. 2 1) [24 ]. С друге стране, у истом делу Ксенофонт признаје да у одговору на питање „Ко је боље бити, доминантан или подређен?“ Аристип одбацује дихотомију избора и мудро одговара да је његова филозофија „пут не кроз моћ, не кроз ропство, већ кроз слободу, која сасвим сигурно води ка срећи“ (Ксен. Мем. 3 8).
Значајно је да су чак и Аристипови критичари признали да је водио живот који се потпуно поклапао са његовом филозофијом, што заслужује поштовање. И чак су схватили да уживања – опет по његовом учењу – немају власт над њим.
Зато му је Стратон (а по другима и Платон) рекао: „Само теби је дато да једнако ходаш и у хаљинама и у дроњцима“ (Диог. Лаерт. 2 67).
Чувени песник Квинт Хорације Флак (1. век пре нове ере), за разлику од већине оних који су писали о Аристипу, хвалио је филозофа и писао себи: „Неприметно опет скачем на Аристипова упутства - / ствари подређујем себи, и покушавам да се не повинујем. њих." . (Хорат. Епист. И И).

## О делима Аристипа
Аристипова дела нису сачувана, чак ни у фрагментима, а о њима се може нешто рећи само по њиховим познатим именима.
У историји филозофије било је прилично уобичајено веровање да Аристип није изразио своја уверења у формулисаном облику, и да је само његов унук Аристип Млађи формирао доктрину. Вероватно је идеја потекла од Јевсевија Цезарејског, који је у „Припреми за Јеванђеље“ (14:18) поменуо мишљење Аристокла из Месене (крај 1. века пре нове ере – почетак 1. века нове ере): Аристип је једноставно волео задовољства. и рекао је да је срећа у суштини вероватно задовољство, али истовремено није прецизно формулисао своје ставове. Али, пошто је све време говорио управо о задовољствима, његови обожаваоци и следбеници су одлучили да уживање сматра сврхом живота.
Међутим, у модерно доба, историчари филозофије су дошли до закључка да је систематски развој доктрине започео Аристип Старији. Ово потврђују позивања на Аристипова размишљања од стране Платона у дијалогу Филеба, Аристотела у Етици и Спеусипа, који је написао посебно дело о Аристипу. Барем нека дела чији се аутор наводи као Аристип била су оригинална, коју је он сам написао. То посредно потврђује и специфичан начин излагања, који се код Аристипа разликује од дијалога сократоваца и упутстава која су тада прихватали филозофи. Његове текстове карактеришу осуђујуће конотације.
Већ Диоген Лаертије даје три мишљења о наслеђу Аристипа. Прво, генерализовано („приписано“): три књиге „Историје Либије“ написане за Дионисија, друга књига која се састоји од двадесет пет дијалога и додатних шест дијатриба. Друго, Сосикрат са Родоса и неки други сматрају да он уопште није писао. Треће, Сотион и Панеције наводе шест дела која се делимично поклапају са првим списком, а говоре о шест дијатриба и три „Речи” (дају се четири наслова). (Диог. Лаерт. 2 83-85). И сам историчар је веровао да су се Аристипови списи догодили, пошто га није уврстио у своју листу филозофа који у принципу ништа нису писали.
Старогрчки историчар Теопомп са Хиоса, који је живео у 4. п. н. е. (то јест, савременик филозофа), према Атини. Деипн. КСИ 508ц, верује да је Платон плагирао Аристипове дијатрибе: „Лако је приметити да је већина његових дијалога бескорисна и лажна, а многи су преписани од других: неки - из дијатриба Аристипа...“.
У модерно доба верује се да је Аристип заправо писао разговоре (διατριβαι), који подсећају на сократске дијалоге, у којима је полемисао са мишљењем Платона. То доказује сведочење Епикура, који је писао о свом познавању ових дијатриба. Могуће је да је Аристип аутор фрагмента текста на келнском папирусу, објављеног 1985. године, у којем се, у име Сократа, промовише концепт „задовољство је најбољи циљ живота, бол најгори“. Међутим, ауторство може припадати Хегесију.
Диоген Лаертије много пута помиње Аристипов текст „О раскоши древних” (Диог. Лаерт. И 96; 2 23, 2 49; 3 29; 4 19, али је ауторство крајње сумњиво. Аутор овог псеудепиграфа је описао ставове и живот филозофа у његово име.Вероватно су и већина других дела која доксографи приписују Аристипу такође фалсификати ове врсте.
Аристип је оснивач киренајске школе филозофије, али постоје и индивидуалне разлике. Овде наводимо најважније.
Знање се заснива само на перцепцији чији су узроци, међутим, непознати. И перцепција других људи су нам недоступне, можемо се ослонити само на њихове изјаве.
Хедонизам многи схватају као необуздану жељу за задовољством, али Аристип учи: несрећа није у задовољствима као таквим, већ у поробљавању човека њима. Према томе, „најбоље је не уздржавати се од задовољстава, већ владати њима не потчињавајући им се“ (Диог. Лаерт. 2 75). При томе, филозофија нису толико апстрактна задовољства колико способност, па чак и уметност слободног живљења – и то тако да живот доноси задовољство. Аристипов хедонизам није ограничен само на тренутно задовољство уз игнорисање последица: на пример, он сматра да је радња погрешна, што онда доноси више непријатности него првобитног задовољства. Из овога следи значај покоравања обичају и закону.
За Аристипа, еудаимонија није истовремени феномен са откривањем способности, како ју је Сократ разумео, већ свест о самоконтроли у задовољству: мудрац ужива у задовољству не дозвољавајући да га она заузме. Нема потребе да се жалите на прошлост или да се плашите будућности. У размишљању, као иу делу, само садашњости треба дати важност. Ово је једино чиме можемо слободно да располажемо.
С једне стране, Аристип је осудио незнање (Диог. Л. 2 69-72), па чак и разумео разлику између знања са разумевањем суштине и ерудиције: „научник није онај ко много чита. , али онај који чита с користи“. С друге стране, филозоф је негирао предности свих наука, јер се оне не баве етичким питањима и не помажу у разликовању доброг од лошег. У томе је отишао толико далеко да је одбацио математику (Арист. Мет. 996а32), и уопште је сматрао проучавање природе немогућим и стога бескорисним.
Важна карактеристика Аристипових ставова је одступање од традиционалног друштва, у коме су људи били јасно подељени на два слоја: власт и потчињене, плебс. Филозоф је указао на могућност да се изађе ван овог система: да се не буде ограничен на један полис и да се у исто време не односи ни на оне на власти ни на потчињену већину. Јасно је да учешће у политици не одговара концепту уживања у животу као процесу.
Ксенофонт у својим Мемоарима о Сократу пружа дугачак дијалог Сократ и Аристип (Мемор. ИИ 1) – тешко засновани на стварном разговору, али преносећи ставове филозофа. Сократ покушава да убеди Киренејца у потребу за умереним животом на примеру васпитања човека који би био погодан за власт: он би морао да се уздржава од задовољстава и да може да издржи патњу. Аристип се слаже са оваквим приступом, али лично за себе каже да не би желео да постане владар управо из овог разлога: „државе верују да владари треба да им обезбеде што је могуће више користи, а они сами треба да се уздрже од свих. ”
Вероватно је због љубави према посластицама и сам Аристип био вешт у припремању јела. Лукијан Самосатски у „Распродаји живота” пише да је филозоф био стручњак за печење и уопште искусан кувар (Вит. ауцт. 12), а у „Паразиту” помиње да тиранин Дионисије сваки дан шаље његови кувари Аристипу да научи да кува (Параза 33). Алексид, у свом делу „Код Атенеја“ (ап. Атхен. 12 стр. 544е), саркастично примећује да извесни Аристипов ученик није нарочито напредовао у разумевању филозофије, већ је постао вешт у додавању зачина.